# 甑島国定公園
甑島国定公園（こしきしまこくていこうえん）は、鹿児島県薩摩川内市の離島、甑島列島および周辺海域からなる国定公園である。

## 概要
甑島列島は薩摩半島西方沖約30kmの東シナ海上に位置する上甑島、中甑島、下甑島の3島とその他小規模な属島群からなる。白亜紀の地層からなる切り立った海食崖、潟湖群、リアス式海岸といった多様な海岸景観、サンゴの群落が見られる海中景観、照葉樹林などを特色とする。国定公園としてのテーマは「太古の地球を感じる宝の島」。
甑島の自然に関しては1981年10月1日に甑島県立自然公園に指定されていたが、この指定に際し行われた学術調査の時点で国定公園級との評価を得ていた。その後2001年12月に甑島周辺沿岸が日本の重要湿地500に、2009年5月に「甑島の白亜紀-古第三紀層」が日本の地質百選、2010年9月に長目の浜のなまこ池と貝池がラムサール条約湿地潜在候補地、2012年に鹿の子断層が日本の地質構造100選に選ばれるなど甑島の自然、地質が高い評価を受けた。こうした機運を受け鹿児島県による再評価が行われ、2015年3月16日に日本で57か所目、鹿児島県内では3か所目となる国定公園に指定された。
2023年8月に甑島は環境省からエコツーリズム推進法認定団体として認定されており、エコツーリズムが実施されている。

## 特色
甑島列島は非火山性の孤島であり、その地質は約8000万年前の後期白亜紀の砂岩、シルト岩、泥岩からなる姫浦層群によって主に構成される。鹿島断崖や鹿の子断層では砂岩頁岩互層からなる縞模様が見られる。下甑島北西岸の鹿島断崖や瀬々野浦断崖では海岸線に100～200m級の切り立った海食崖や奇岩が連なる一方、上甑島北部の長目の浜では4kmにわたる砂礫州が発達し、これにより海と隔てられた潟湖群が形成されている。また周辺海域ではイシサンゴ類を主とするサンゴの群落が見られる。
植生では長目の浜上でウバメガシやツメレンゲ、日本国内最大級のハマナツメの群落など全国的にも珍しい砂州上での植物群落が発達しており、2015年3月10日には「甑島長目の浜及び潟湖群の植物群落」として国の天然記念物に指定されているほか、南方系シダのヘゴの自生北限の一つであり、その他地域と合わせ「ヘゴ自生北限地帯」として国の天然記念物に指定されている。甑島を代表する植物として全島にわたり自生するカノコユリがある。
動物類では下甑島北西岸の断崖でハヤブサ、沖の岩礁でミサゴの営巣がみられ、鹿島断崖はウミネコの繁殖南限地となっている。上甑島東部の属島群は環境省レッドリストで絶滅危惧に分類されているウチヤマセンニュウの繁殖地となっているほか、国の天然記念物のカラスバトが生息する。また甑島固有種であるコシキトゲオトンボが生息する。

### 景勝地
- 鹿島断崖
- 瀬々野浦断崖
- 長目の浜、なまこ池
- 里トンボロ
- ナポレオン岩
- 甑大橋

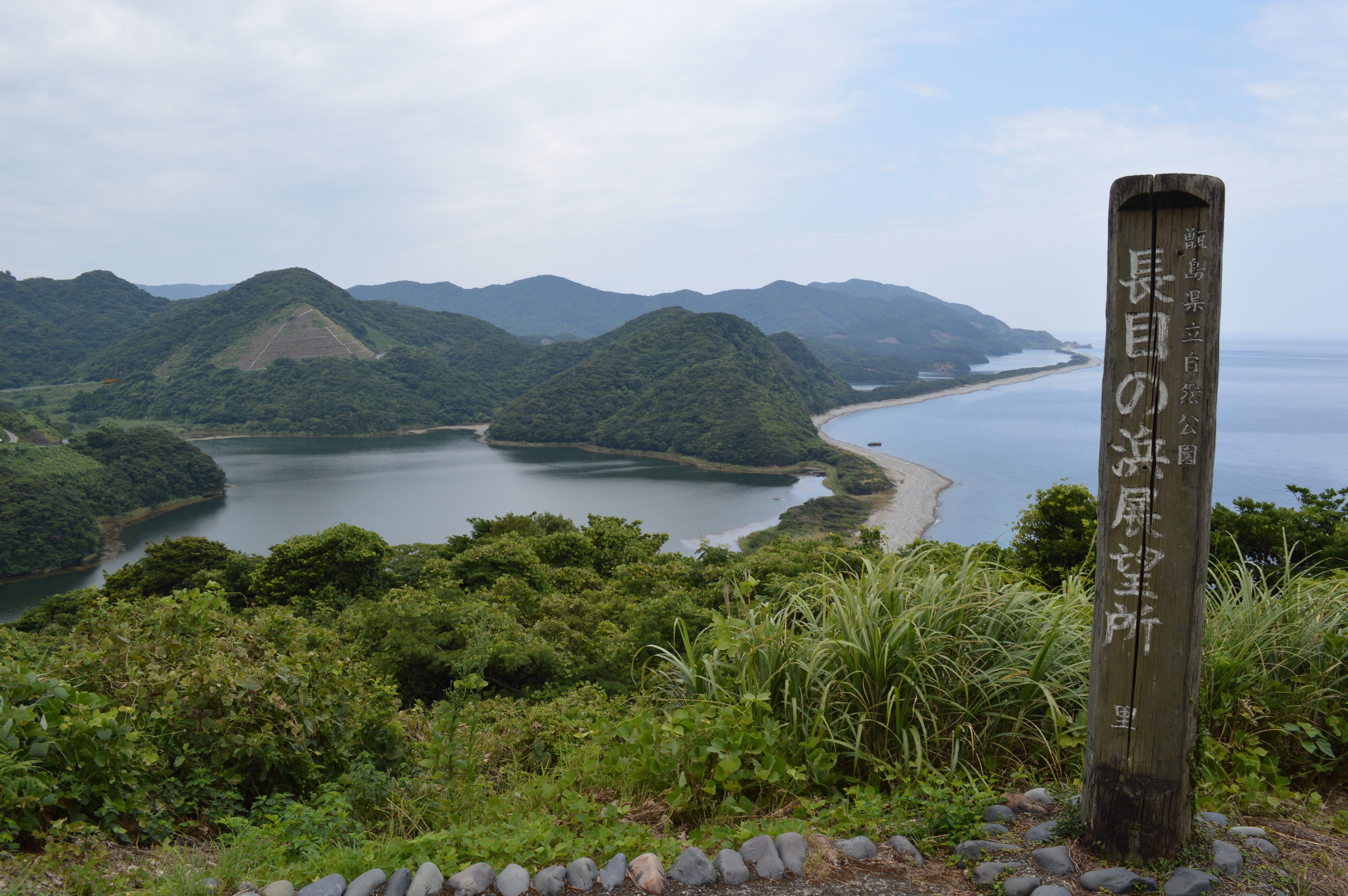
長目の浜
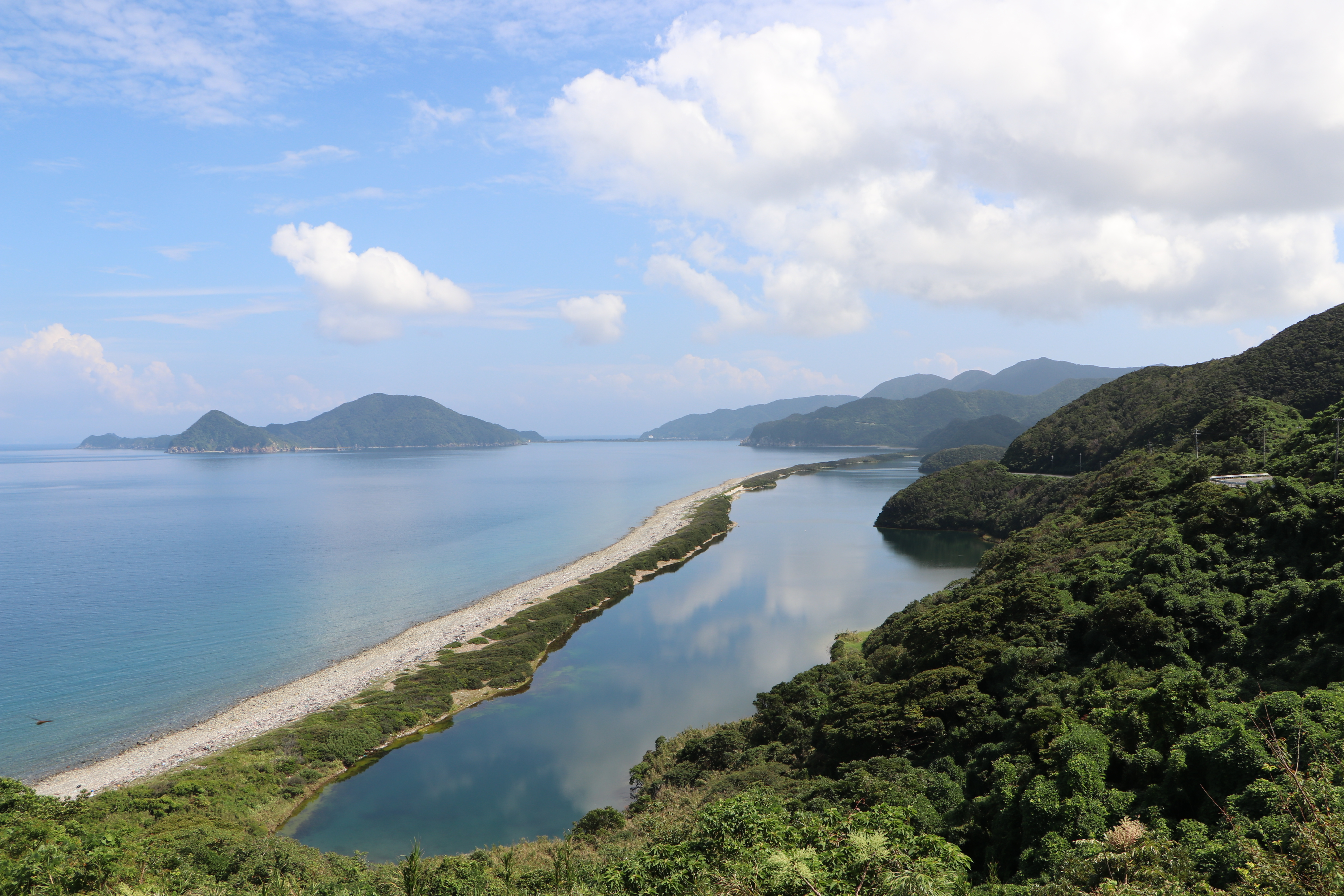
長目の浜となまこ池
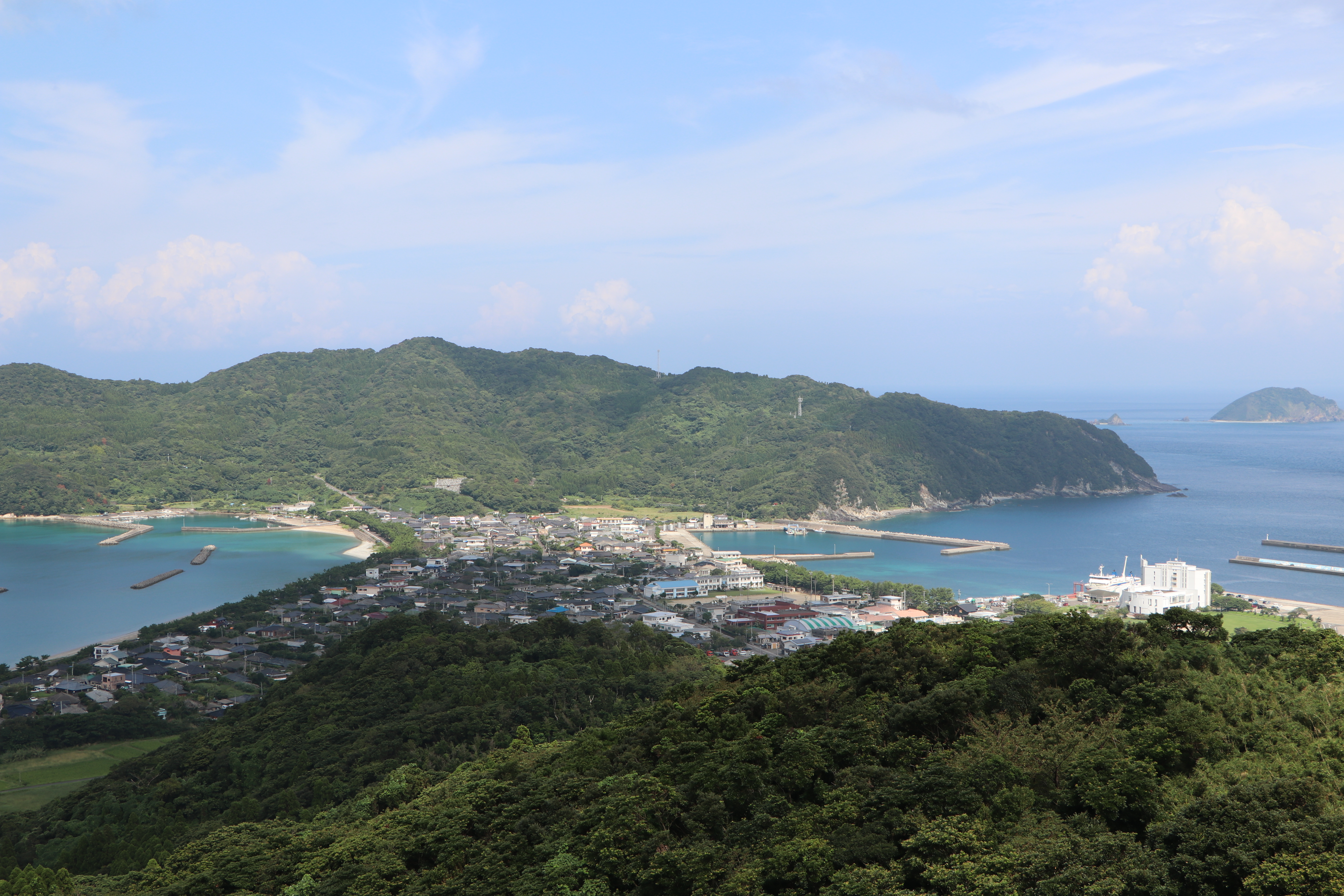
里トンボロ
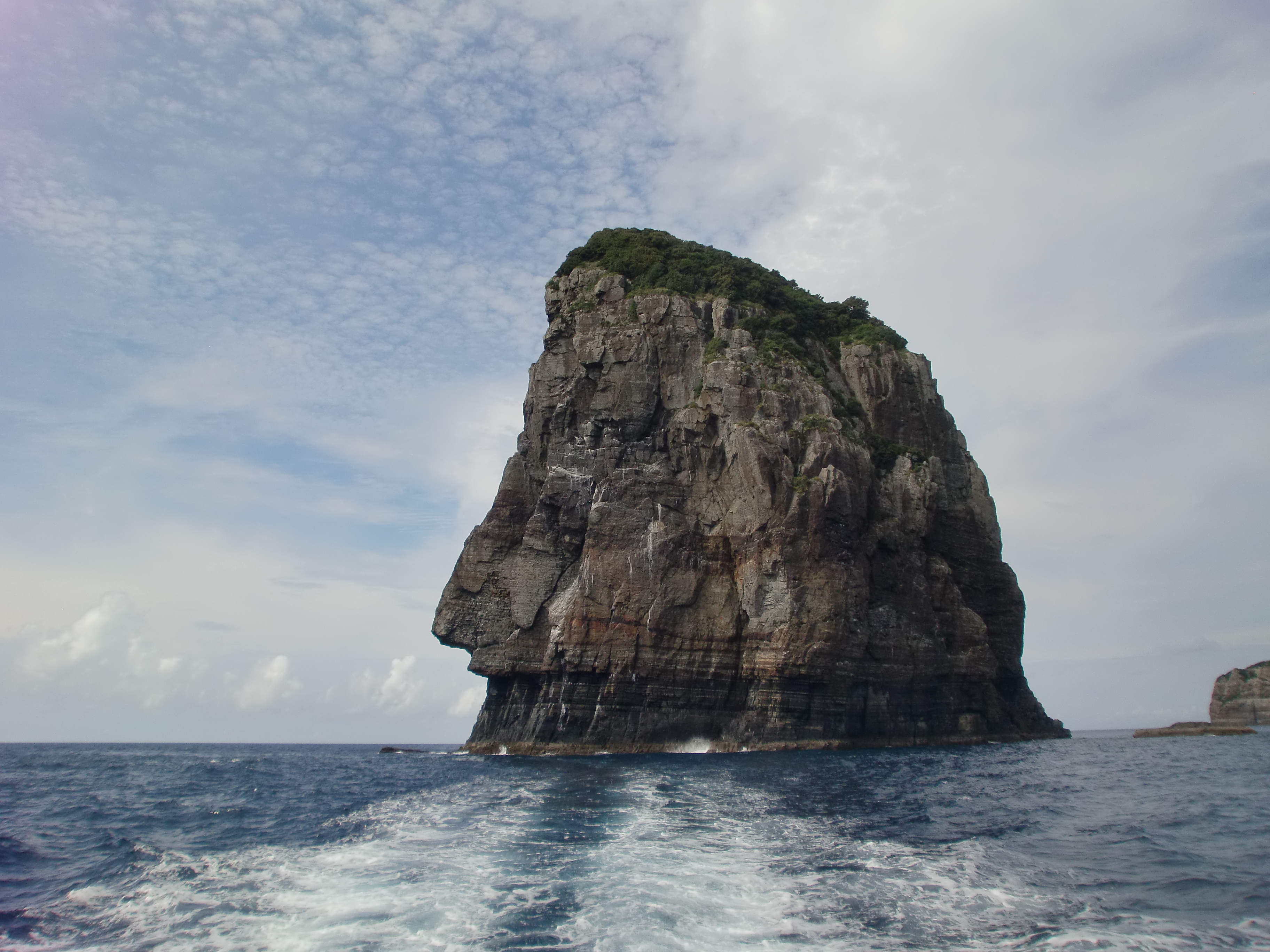
ナポレオン岩
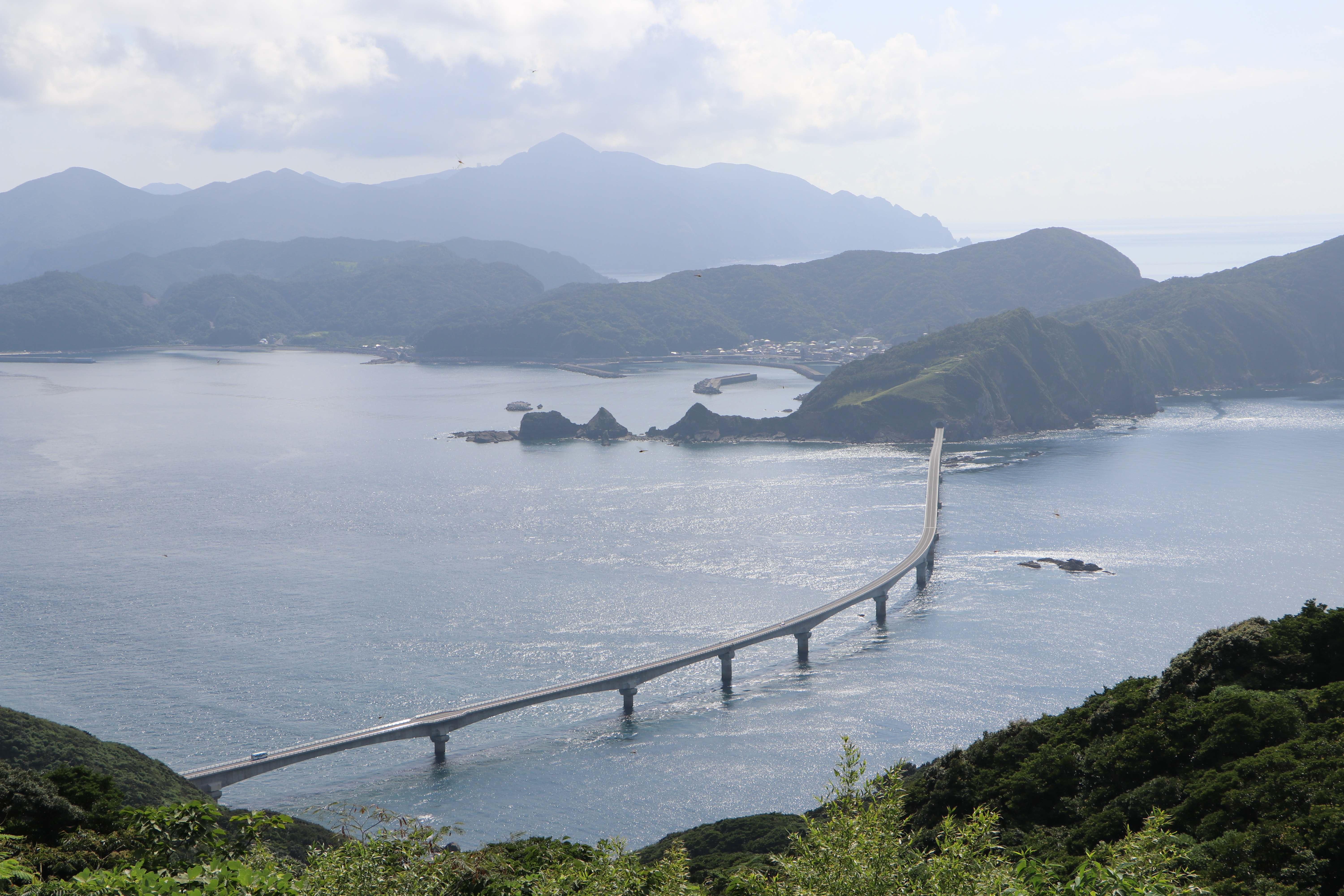
甑大橋